# Lecidea symmictella
Lecidea symmictella är en lavart som beskrevs av William Nylander. 
Lecidea symmictella ingår i släktet Lecidea och familjen Lecideaceae. Enligt den finländska rödlistan är arten nära hotad i Finland. Arten är reproducerande i Sverige. Artens livsmiljö är naturskogar.